# Гави (вино)

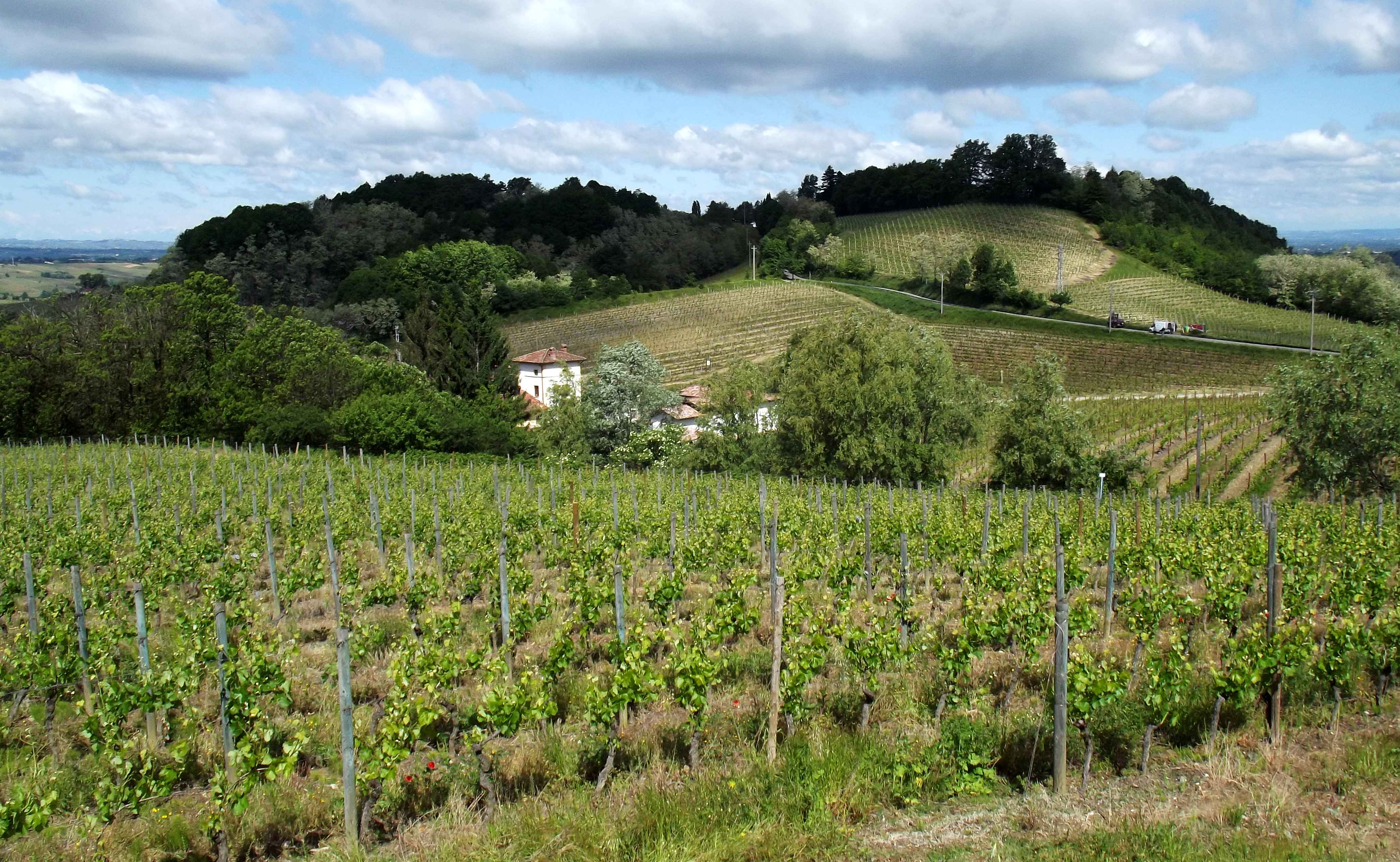
Выращивание кортезе для вина «Гави»

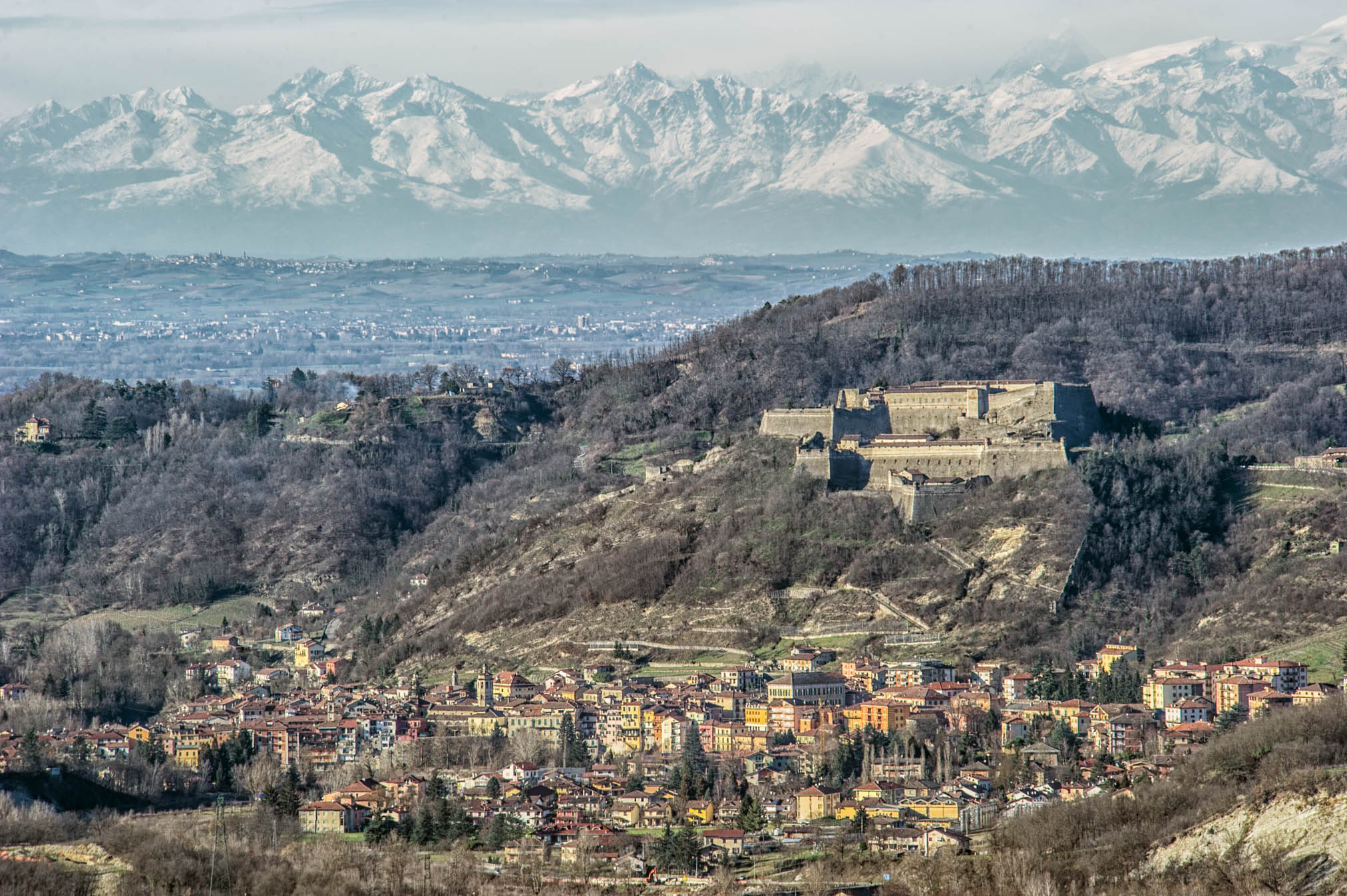
Панорама селения Гави, давшего вину своё название

Кортезе ди Гави (итал. Cortese di Gavi) — пьемонтские белые вина, производимые в провинции Алессандрия (близ границы с Лигурией) из винограда сорта кортезе. Подавляющее большинство вин — тихие сухие, хотя выпускаются также «жемчужные» (шипучие или слабоигристые) и игристые вина (как правило, по технологии Шарма). За пределами Италии обычно именуются просто Гави (Gavi).
Сырьём для производства служит виноград кортезе с виноградников, расположенных на территории 11 коммун (муниципалитетов): Гави, Нови-Лигуре, Серравалле-Скривиа, Бозио, Тассароло, Франкавилла-Бизио, Сан-Кристофоро, Пастурана, Пароди, Каррозио и Каприата-д'Орба. Ядром винодельческой зоны (аппелласьона) считаются виноградники, расположенные в непосредственной близости от селения Гави и дающие вина с маркировкой Gavi di Gavi. В 1974 году вся зона производства Гави получила сертификацию DOC, повышенную до уровня DOCG 24 года спустя.
Тихие бледно-соломенные вина Гави, традиционно подаваемые в тратториях и остериях Генуи, ценятся за способность освежать в летний зной и хорошо сочетаются с морепродуктами. В норме вина лёгкие, достаточно кислотные и очень сухие, часто с яблочными и минеральными нотами; характерно долгое миндальное или цитрусовое послевкусие. Их лучше употреблять молодыми и подавать при температуре 8—10 °C.
За пределами Италии интерес к этим винам проснулся в 1960-е и начале 1970-х годов, главным образом благодаря элегантным винам флагманского хозяйства La Scolca (нем.), которое практиковало инновационные подходы к виноделию. Погоня за увеличением цифр экспорта и ставка на повышение урожайности виноградников привела к тому, что вино стало терять свой характер, а его производители начали проигрывать конкуренцию новым производителям аналогичных вин (главным образом из Трентино, Южного Тироля и Фриуля).
В конце XX века аппелласьон ужесточил требования к продукции и, чтобы поддержать необходимый уровень качества, ограничил урожайность виноградников (не более 60 гл/га). Кроме того, для выявления сортового букета «продвинутые» производители стали экспериментировать с нестандартными дрожжами и выдержкой на осадке. Консорциум производителей заявляет, что 85 % производимого вина экспортируется за пределы Италии; среди главных потребителей — Великобритания, Германия и США.